# Базилик душистый
Базили́к души́стый, или Базилик обыкнове́нный, или Базилик огоро́дный, или Базилик ка́мфорный (лат. Ocimum basilicum) — однолетнее травянистое растение; вид рода Базилик (Ocimum) подсемейства Котовниковые (Nepetoideae) семейства Яснотковые (Lamiaceae). Растение разводят повсюду в мире как домашнюю («кухонную») пряность.

## Ботаническое описание
Корень ветвящийся, расположен поверхностно.
Стебель прямой, четырёхгранный, сильноветвистый, высотой 50—70 см, хорошо облиственный.
Листья короткочерешковые, продолговато-яйцевидные, редко-зубчатые. Стебель, листья и чашечки покрыты волосками.
Цветки двугубые, белые, бледно-розовые, реже фиолетовые, вырастают из пазух верхушечных листьев и прицветников в неправильных мутовках.
Плод состоит из четырёх тёмно-бурых орешков, которые после созревания отделяются один от другого. Масса 1000 семян — 0,5—0,8 г. Семена сохраняют всхожесть четыре-пять лет.
|                                               |  |  |
| Слева направо: цветущая ветвь, цветки, семена |  |  |

## Распространение и экология
В диком виде произрастает в Иране, Индии, Китае и некоторых других странах; в одичавшем состоянии встречается на юге Азии, в Африке, тропической зоне Америки, в России, на Кавказе, в Средней Азии. Предполагаемая родина — Африка. Базилик был завезён в Европу вернувшимися из азиатских походов солдатами Александра Македонского. В России он появился в XVIII веке и использовался в первую очередь как лекарственное растение.

### Размножение и агротехника
Размножается семенами. В южных районах России выращивают посевом семян в грунт и рассадой. В центральной зоне для семенных целей применяют только рассадную культуру, для получения зелени семена высевают в грунт.
Требователен к теплу, свету, влаге и почве. Семена прорастают при температуре почвы не ниже 10 °C, при температуре 20—22 °C всходы появляются через 10—14 дней, при 30—35 °C — через шесть-семь дней. Цветёт в июне — августе, массовое цветение наступает в середине июля. Плодоносит в августе — сентябре. Нуждается во влаге, особенно в период прорастания семян и до начала цветения. В средней полосе России его выращивают на участках с южной экспозицией, защищённых от северных ветров.
Под базилик отводят хорошо дренированные, суглинистые и супесчаные почвы, тщательно заправленные органическими удобрениями. Сразу после уборки предшественника поле лущат, основную вспашку проводят на глубину 25—27 см. Под неё вносят минеральные и органические удобрения. Весной почву боронуют для сохранения влаги и делают одну-две культивации с боронованием. Перед севом поле прикатывают.
Базилик поражается пятнистостью листьев. На молодых растениях иногда появляется тля, незначительные повреждения наносит полевой клоп.

### Уборка урожая и хранение сырья
Урожай убирают жатками в период массового цветения в сухую погоду. Срезают растения по линии облиствления. Скошенную зелёную массу сушат в тени. После первого укоса базилик быстро отрастает и до начала осенних заморозков даёт второй укос, поэтому после первого укоса проводят подкормку, культивацию и рыхление в рядках.
Сырьё хранят в проветриваемом сухом помещении. При хранении без доступа воздуха и влаги листья сохраняют цвет и ароматические свойства до нового урожая.
Семена, находящиеся в цветочных кистях первого порядка, должны побуреть. Урожайность семян 0,2—0,3 т/га. При средней массовой доле масла 0,27 %, получаемого из семян способом гидродистилляции, его выход составляет 54 кг/га.

## Химический состав растительного сырья
Надземная часть растения содержит до 1—1,5 % эфирного масла, до 6 % дубильных веществ, гликозиды, сапонины, минеральные вещества, аскорбиновую кислоту, сахара, клетчатку, белки, витамин P, провитамин A, камфору. Эфирное масло содержит эвгенол, метилхавикол (до 60 %), цинеол, линалоол, оцимен, камфору. Эфирное масло находится преимущественно в соцветиях. Наибольший выход масла наблюдается в фазе полного цветения. Сушка сильно снижает выход масла. В семенах содержится 12—20 % жирного масла; в листьях — 0,003—0,009 % каротина, до 0,15 % рутина.

## Хозяйственное значение и применение
Базилик можно использовать как медоносное растение.
Базилик является источником получения эфирного масла, эвгенола и камфоры. Эфирное масло и чистый эвгенол используют в парфюмерии и пищевой промышленности как ароматическое средство, а также как сырьё для получения ванилина. Листья — ценный источник каротина и рутина.
Охлаждая эфирное масло базилика, получают кристаллическую базиликовую камфору (стеароптен), не имеющую запаха.

### Применение в кулинарии

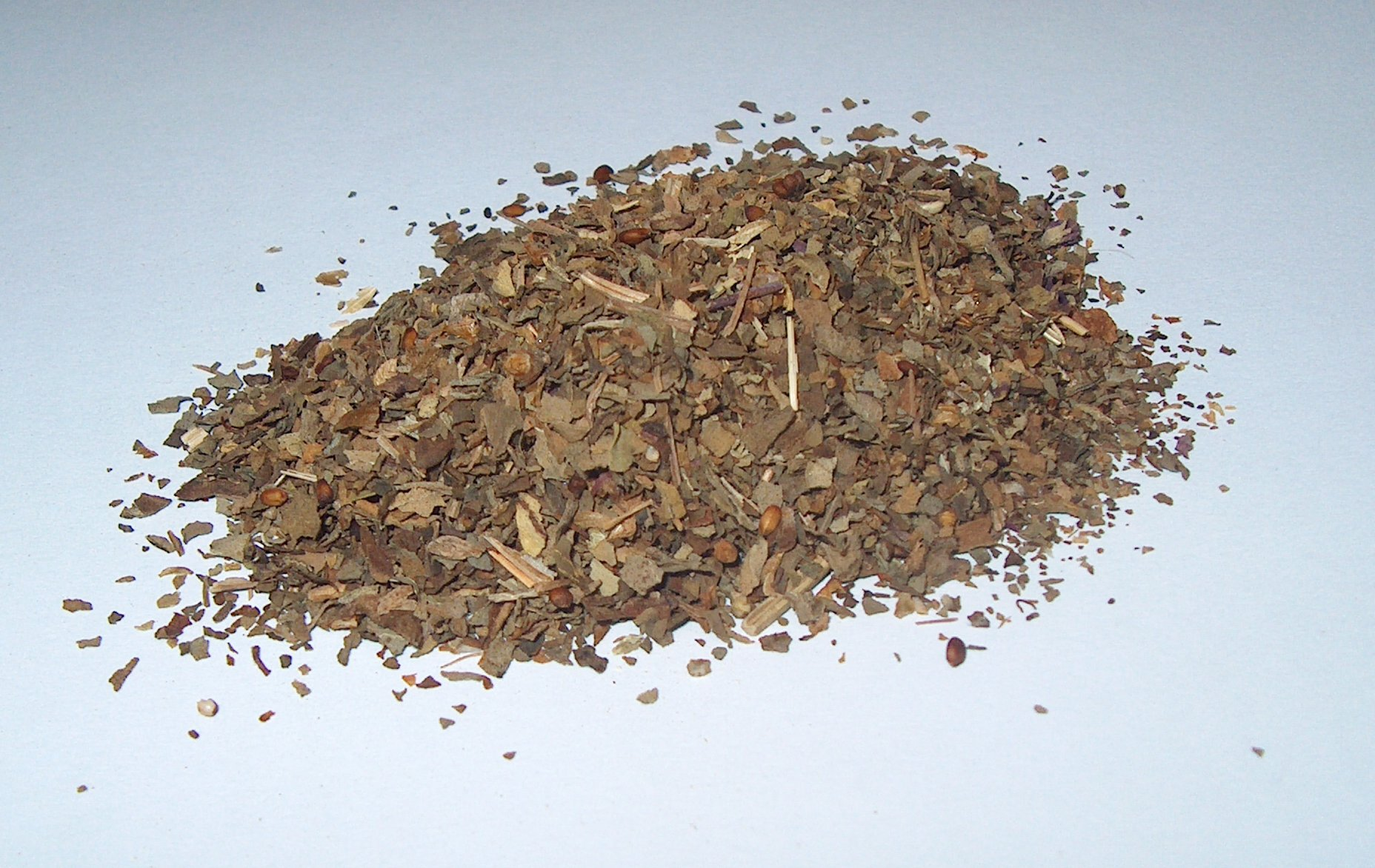
Пряность базилик

Зелень базилика имеет очень приятный пряный запах душистого перца со слегка холодящим солоноватым вкусом.
Эта культура — одна из древнейших пряностей национальных кухонь Закавказья и Средней Азии, где его называют рейхан, реган, реан, райхон, что означает «душистый». В Узбекистане наряду с огородным выращивают базилик зеленолистный (жамбил). Листья базилика душистого используют в качестве самостоятельной закуски и как приправу (свежие и сушёные). В Азербайджане употребляют и семена — ими ароматизируют напитки, салаты, паштеты, супы (куриные, кисломолочные, крупяные, овощные). Базилик добавляют в блюда из баранины, говядины, субпродуктов, домашней птицы, а также в фарши.

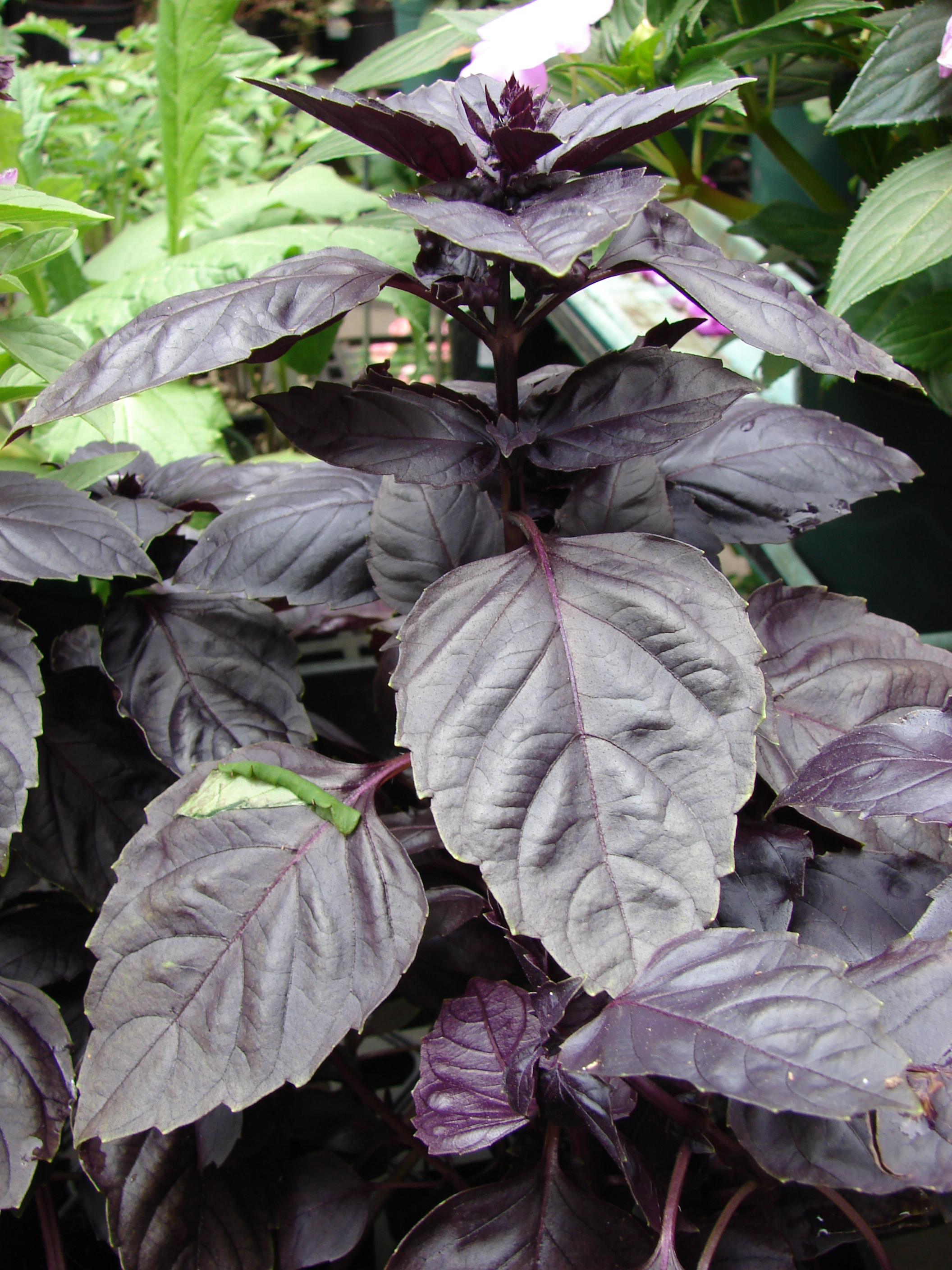
Базилик фиолетовый — распространённая огородная культура

Базилик душистый применяют в консервной промышленности для ароматизации маринадов и томатных соусов, а также в мясной промышленности. Он входит в состав пряных смесей, заменяющих чёрный перец, а также в специальные ароматические композиции. В маринадах и соленьях базилик используют повсюду. Его добавляют при солении томатов, огурцов, патиссонов и белых грибов, при квашении капусты, мариновании баклажанов и болгарского перца. В Азербайджане ароматной пряностью приправляют десертные напитки, в Узбекистане и Таджикистане — чай. Широко применяют базилик в европейских странах и США.
Часто базилик употребляют в сочетании с другими пряностями. Смесь с розмарином приобретает перечный запах, с чабером — усиливает остроту блюда. Хорошо сочетается базилик с майораном, петрушкой, кориандром, мятой, эстрагоном.

### Применение в медицине
С лечебной целью используют траву. В народной медицине различных народов растение пользуется большой популярностью. Настой травы применяют при гастрите, колите, пиелите, как противокашлевое средство при коклюше, при неврозах, головной боли, бронхиальной астме, кишечных и печёночных коликах, метеоризме, отсутствии аппетита, при пониженном кровяном давлении, при воспалении почек и мочевого пузыря, простуде и насморке, а также как средство, улучшающее выделение грудного молока у кормящих женщин. Настой из листьев базилика используют наружно для полосканий при ангине, стоматитах, внутрь — как противолихорадочное средство. Отвар растения рекомендуют как обезболивающий препарат для полоскания полости рта при зубной боли, стоматитах, ангинах, для примочек при труднозаживающих ранах, а сок свежих листьев при воспалении среднего уха, экземе, труднозаживающих ранах.
В современной медицине базилик используют во многих странах для приготовления ароматических ванн, полосканий и в качестве мягчительного средства. Содержащееся в базилике эфирное масло прекрасно смягчает и тонизирует кожу.
Благодаря содержанию камфоры базилик успешно применяют как возбуждающее средство при угнетении центральной нервной системы, ослаблении функции дыхания и нарушении кровообращения, а также в качестве общетонизирующего средства.
Следует учесть, что в больших дозах растение действует раздражающе на различные органы. Препараты базилика противопоказаны при ишемической болезни сердца, инфаркте миокарда, сахарном диабете, тромбофлебите, гипертонической болезни.
В народной медицине входит в состав набора ароматических трав для припарок.

## Таксономия
Вид Базилик душистый входит в род Базилик (Ocimum) трибы Базиликовые (Ocimeae) подсемейства Котовниковые (Nepetoideae) семейства Яснотковые (Lamiaceae) порядка Ясноткоцветные (Lamiales).
|  |                                      |  |                                                             |                                                             |                      |  | ещё 21 семейство (согласно Системе APG II) | ещё 21 семейство (согласно Системе APG II) |                           |  |  |  | ещё 3 трибы          | ещё 3 трибы |  |  |  |  | ещё около 70 видов | ещё около 70 видов |
|  |                                      |  |                                                             |                                                             |                      |  | ещё 21 семейство (согласно Системе APG II) | ещё 21 семейство (согласно Системе APG II) |                           |  |  |  | ещё 3 трибы          | ещё 3 трибы |  |  |  |  | ещё около 70 видов | ещё около 70 видов |
|  |                                      |  |                                                             | порядок Ясноткоцветные                                      |                      |  |                                            |                                            | подсемейство Котовниковые |  |  |  |                      | род Базилик |  |  |  |  |                    |                    |
|  |                                      |  |                                                             | порядок Ясноткоцветные                                      |                      |  |                                            |                                            | подсемейство Котовниковые |  |  |  |                      | род Базилик |  |  |  |  |                    |                    |
|  | отдел Цветковые, или Покрытосеменные |  |                                                             |                                                             | семейство Яснотковые |  |                                            |                                            | триба Базиликовые         |  |  |  | вид Базилик душистый |             |  |  |  |  |                    |                    |
|  | отдел Цветковые, или Покрытосеменные |  |                                                             |                                                             |                      |  |                                            |                                            |                           |  |  |  |                      |             |  |  |  |  |                    |                    |
|  |                                      |  | ещё 44 порядка цветковых растений (согласно Системе APG II) | ещё 44 порядка цветковых растений (согласно Системе APG II) |                      |  |                                            | ещё 8 подсемейств                          | ещё 8 подсемейств         |  |  |  | ещё 52 рода          | ещё 52 рода |  |  |  |  |                    |                    |
|  |                                      |  |                                                             | ещё 44 порядка цветковых растений (согласно Системе APG II) |                      |  |                                            |                                            | ещё 8 подсемейств         |  |  |  |                      | ещё 52 рода |  |  |  |  |                    |                    |

### Синонимы
По данным The Plant List на 2013 год, в синонимику вида входят:
- Ocimum album L.
- Ocimum anisatum Benth.
- Ocimum barrelieri Roth
- Ocimum bullatum Lam.
- Ocimum caryophyllatum Roxb.
- Ocimum chevalieri Briq.
- Ocimum ciliare B.Heyne ex Hook.f.
- Ocimum ciliatum Hornem.
- Ocimum citrodorum Blanco
- Ocimum cochleatum Desf.
- Ocimum dentatum Moench
- Ocimum hispidum Lam.
- Ocimum integerrimum Willd.
- Ocimum lanceolatum Schumach. & Thonn.
- Ocimum laxum Vahl ex Benth.
- Ocimum majus Garsault, nom. inval.
- Ocimum medium Mill.
- Ocimum minus Garsault, nom. inval.
- Ocimum nigrum Thouars ex Benth.
- Ocimum odorum Salisb., nom. illeg.
- Ocimum scabrum Wight ex Hook.f.
- Ocimum simile N.E.Br.
- Ocimum thyrsiflorum L.
- Ocimum urticifolium Benth., nom. inval.
- Plectranthus barrelieri (Roth) Spreng.